# Marquette Building (Chicago)
Il Marquette Building è un edificio storico situato nel quartiere Loop di Chicago. Realizzato nel 1895, è considerato uno dei più importanti esempi di grattacieli della prima generazione nello stile della Scuola di Chicago . Questo edificio rappresenta uno dei simboli della rapida crescita urbana della città alla fine del XIX secolo .
L'edificio rappresenta un esempio significativo di innovazione architettonica e urbanistica e rimane una testimonianza importante della storia sociale ed economica di Chicago . L'approccio moderno alla progettazione e le soluzioni ingegneristiche introdotte con il Marquette Building hanno avuto un ruolo fondamentale nello sviluppo della tipologia dei grattacieli .
Oggi, il Marquette Building non è solo un simbolo storico di Chicago, ma anche un'icona culturale e un esempio importante dello stile architettonico della fine del XIX secolo.

## Progettazione e costruzione
Il Marquette Building fu progettato dagli architetti Holabird & Roche e finanziato da Peter e Shepherd Brooks . La sua costruzione fu guidata da Owen Aldis, che si occupò della pianificazione e della realizzazione dell'edificio . Il nome è un omaggio a Jacques Marquette, missionario gesuita francese che esplorò la regione nel XVII secolo . Aldis aveva tradotto alcuni dei diari di Marquette, e questa traduzione fu un riferimento importante nella scelta del nome .
L'edificio fu completato nel 1895 con l'obiettivo di fornire uffici di alto livello nella crescente metropoli di Chicago . Fu uno dei primi esempi di grattacieli moderni progettati secondo i principi della Chicago School, caratterizzati da strutture portanti in acciaio rivestite con mattoni e terracotta, ampie finestre e un design funzionale .

## Architettura
Il Marquette Building rappresenta un esempio significativo dell'innovazione architettonica introdotta alla fine del XIX secolo.

### Struttura e design
L'edificio è un grattacielo con struttura portante in acciaio, una soluzione moderna per l'epoca . Le facciate sono rivestite con terracotta e mattoni, mentre le ampie finestre, definite Chicago windows, consentivano un'ottima circolazione naturale di luce e aria negli spazi interni .
Il design dell'edificio segue il modello tripartito caratteristico della Chicago School: 
- Base: La parte inferiore dell'edificio con dettagli architettonici più tradizionali [2];
- Tronco: La sezione centrale con finestre verticali che guidano l'attenzione verso l'alto [2];
- Cornice superiore: La parte alta dell'edificio, con elementi ornamentali di stile classico [2].

La caratteristica cornice superiore è uno degli elementi più distintivi dell'edificio. L'originale fu rimossa negli anni '50, ma successivamente fu ricostruita per ripristinare il design originale, utilizzando cemento rinforzato con fibre di vetro .

### Elementi decorativi
Il Marquette Building si distingue anche per i suoi dettagli artistici. Diversi artisti famosi parteciparono al progetto: 
- Herman MacNeil realizzò quattro pannelli bronzei situati sopra le porte principali, che raffigurano momenti chiave della spedizione di Jacques Marquette e Louis Jolliet [2];
- Edward Kemeys creò una serie di busti nella lobby, dedicati a figure storiche legate all'esplorazione della regione [2];
- La "rotunda" mosaica è stata realizzata da J.A. Holzer della Tiffany Company e raffigura simboli storici e culturali legati all'esplorazione e all'insediamento europeo nella zona [2].

## Ristrutturazioni e conservazione
Nonostante il successo iniziale, il Marquette Building conobbe un periodo di declino nel corso del XX secolo . Nel 1975 fu salvato dalla demolizione grazie al suo riconoscimento come monumento storico da parte della città di Chicago . Successivamente, la Fondazione MacArthur avviò un’importante ristrutturazione per preservarne lo stato e ripristinarne alcuni elementi originali .
La nuova fase di restauro, iniziata nel 2001, ha incluso la ricostruzione della cornice originale con l'utilizzo di cemento rinforzato con fibre di vetro, la pulizia e il restauro delle facciate, e la sostituzione di oltre 2.500 pezzi di terracotta danneggiati . Inoltre, sono stati restaurati anche i doppi infissi originari, preservando così il carattere originale dell’edificio .
Oggi il Marquette Building è sede della Fondazione MacArthur, una delle principali organizzazioni filantropiche statunitensi .